# 次世代の笑い ポスト
『次世代の笑い ポスト』（じせだいのわらい ポスト）は、1996年11月9日深夜（NEXT TV 90分枠）、1997年9月 (深夜60分枠) には『次世代の笑い ポスト2』のタイトルで、フジテレビの深夜に放送された特別番組。

## 概要
放送当時、若手のお笑い芸人やタレントが自慢のネタ（コント・漫才）やリアクション芸、ミニコーナーで自分たちを売り込む為に色々挑戦したバラエティ番組。番組名の『ポスト』とは「ポスト〇〇」といった次世代の新しい芸能人を発掘する意図から付けられている。
第1回は白背景のスタジオ内での収録やロケでの撮影。番組の中で、縦長の古い赤の郵便ポストがスタジオ内の美術セットやイメージ画像で使用されていた。エンディング曲は「胸いっぱいの愛を」（The Gold Bugによるカヴァー版「Whole Lotta Love」）が使用。
第2回はスタジオ収録は無く、お笑いライブの模様を撮影・編集して放送した。この回のオープニングにSMAPの「ダイナマイト」のイントロの一部が使用。

## 出演者

### お笑い芸人
- あさりど
- アンジャッシュ
- Take2
- X-GUN
- BOOMER
- TIM
- U-turn
- バナナマン
- つぶやきシロー
- プリオ
- VERSUS
- ビビる
- ドランクドラゴン
- 耳なり　ほか数組

### その他 (第1回のみ)
- 佐野瑞樹（フジテレビアナウンサー）
- 建みさと
- 伊藤なつ
- 伊藤かな
- 槇大輔（ナレーター）[1]

## スタッフ
- チーフプロデューサー：吉田正樹（フジテレビ）
- プロデューサー：石井浩二（フジテレビ）、荻野佳雄（太田プロダクション）[2]、富田好美（渡辺プロダクション、第1回のみ）
- 構成：鶴芳郎、高橋裕幸（高田文夫事務所、第1回のみ）、水野宗徳（第1回のみ）
- カメラ：谷下辰郎（ペック）
- VE：渡辺秀明（ペック）
- EED[3]：井戸清（ヴィジュアルベイ）
- MA：宇野雅史（ヴィジュアルベイ）
- 音効：有馬克己（ジャイロ、現：スカイウォーカー）
- 美術：丸山覚（アックス 第1回のみ）
- 演出補：森本正直（MEN’S 第1回のみ）、今泉暢子（MEN’S）、木村憲太郎（MEN’S、第2回のみ）
- 演出：つきざわけんじ（MEN’S、第1回は構成兼務）
- 制作協力：MEN’S
- 制作著作：フジテレビ